# Arquidiócesis de Ayacucho
La arquidiócesis de Ayacucho o de Huamanga (en latín: Archidioecesis Ayacuquensis) es una circunscripción eclesiástica de la Iglesia católica en Perú. Se trata de una arquidiócesis latina, sede metropolitana de la provincia eclesiástica de Ayacucho. Desde el 6 de agosto de 2011 su arzobispo es Salvador Piñeiro García-Calderón.

## Territorio y organización
La arquidiócesis tiene 21 749 km² y extiende su jurisdicción sobre los fieles católicos de rito latino residentes en el departamento de Ayacucho, excepto las provincias de Parinacochas y Páucar del Sara Sara y parte de la provincia de Lucanas, que pertenecen a la prelatura territorial de Caravelí.
La sede de la arquidiócesis se encuentra en la ciudad de Ayacucho (llamada Huamanga hasta 1825), en donde se halla la Catedral basílica de Santa María de las Nieves.
La arquidiócesis tiene como sufragáneas a la diócesis de Huancavelica y a la prelatura territorial de Caravelí.
En 2022 en la arquidiócesis existían 50 parroquias.

## Historia
La diócesis de Huamanga fue erigida el 20 de julio de 1609 con la bula Divinae maiestatis del papa Paulo V, obteniendo el territorio de la diócesis del Cuzco (hoy arquidiócesis del Cuzco). Originalmente fue sufragánea de la arquidiócesis de Lima.
En 1632 el obispo Francisco Verdugo Cabrera inició la construcción de la catedral, que fue consagrada por Cristóbal de Castilla y Zamora en 1672.
En 1681 se estableció el seminario diocesano.
En la relación del virrey del Perú José Antonio Manso de Velasco a su sucesor con fecha 23 de agosto de 1761 indicó que la diócesis de Guamanga tenía 46 897 personas en las 8 provincias que entonces la integraban: Guamanga, Angaraes y villa de Guancavelica, Guanta, Vilcas Guaman, Castro Virreyna, Andaguaylas, Parinacochas, Lucanas.
El 28 de mayo de 1803 cedió una porción de su territorio para la erección de la diócesis de Maynas (hoy diócesis de Chachapoyas).
En 1825 la ciudad de Huamanga tomó el nombre de Ayacucho.
El 5 de febrero de 1900 cedió una porción de su territorio para la erección de la prefectura apostólica de San Francisco de Ucayali (posteriormente suprimida) mediante el decreto Cum interior de la Congregación de Propaganda Fide.
El 23 de mayo de 1943 la diócesis de Huamanga pasó a formar parte de la provincia eclesiástica del Cuzco.
El 18 de diciembre de 1944 cedió una porción de su territorio para la erección de la diócesis de Huancavelica mediante la bula Quae ad maius del papa Pío XII.
El 21 de noviembre de 1957 cedió una porción de su territorio para la erección de la prelatura territorial de Caravelí mediante la bula Quasi mater dulcissima del papa Pío XII.
El 28 de abril de 1958 cedió otra porción de su territorio para la erección de la diócesis de Abancay mediante la bula Qui arcana del papa Pío XII.
El 30 de junio de 1966 fue elevada al rango de arquidiócesis metropolitana con la bula Suprema ea usi por el papa Pablo VI y asumió su nombre actual.

## Estadísticas
Según el Anuario Pontificio 2023 la arquidiócesis tenía a fines de 2022 un total de 601 269 fieles bautizados.
| Año                                                                             | Población | Población | Población      | Sacerdotes | Sacerdotes | Sacerdotes | Católicos por sacerdote | Diáconos permanentes | Religiosos | Religiosos | Parroquias y cuasiparroquias |
| Año                                                                             | Católicos | Total     | % de católicos | Total      | Diocesanos | Regulares  | Católicos por sacerdote | Diáconos permanentes | Masculinos | Femeninos  | Parroquias y cuasiparroquias |
| ------------------------------------------------------------------------------- | --------- | --------- | -------------- | ---------- | ---------- | ---------- | ----------------------- | -------------------- | ---------- | ---------- | ---------------------------- |
| 1950                                                                            | 520 543   | 531 166   | 98.0           | 73         | 56         | 17         | 7130                    |                      | 26         | 98         | 63                           |
| 1959                                                                            | 300 000   | 300 000   | 100.0          | 65         | 50         | 15         | 4615                    |                      | 11         | 82         | 50                           |
| 1966                                                                            | ?         | 680 562   | ?              | 81         | 60         | 21         | ?                       |                      | 28         | 118        | 42                           |
| 1970                                                                            | 350 000   | 400 000   | 87.5           | 5          | 1          | 4          | 70 000                  |                      | 4          |            | 41                           |
| 1976                                                                            | 350 000   | 400 200   | 87.5           | 48         | 38         | 10         | 7291                    |                      | 15         | 93         | 47                           |
| 1980                                                                            | 360 850   | 407 100   | 88.6           | 42         | 34         | 8          | 8591                    |                      | 17         | 74         | 47                           |
| 1990                                                                            | 810 000   | 1 020 000 | 79.4           | 30         | 24         | 6          | 27 000                  |                      | 8          | 111        | 20                           |
| 1999                                                                            | 554 000   | 584 000   | 94.9           | 44         | 30         | 14         | 12 590                  |                      | 15         | 117        | 30                           |
| 2000                                                                            | 393 365   | 491 706   | 80.0           | 39         | 25         | 14         | 10 086                  |                      | 17         | 111        | 47                           |
| 2001                                                                            | 369 500   | 492 706   | 75.0           | 36         | 22         | 14         | 10 263                  |                      | 19         | 99         | 47                           |
| 2002                                                                            | 346 000   | 493 706   | 70.1           | 46         | 33         | 13         | 7521                    |                      | 18         | 114        | 48                           |
| 2003                                                                            | 324 162   | 498 710   | 65.0           | 46         | 33         | 13         | 7047                    |                      | 17         | 114        | 48                           |
| 2004                                                                            | 299 646   | 499 410   | 60.0           | 44         | 32         | 12         | 6810                    |                      | 16         | 119        | 24                           |
| 2006                                                                            | 297 000   | 511 000   | 58.1           | 46         | 35         | 11         | 6456                    | 3                    | 21         | 130        | 24                           |
| 2012                                                                            | 560 660   | 659 600   | 85.0           | 57         | 42         | 15         | 9836                    |                      | 21         | 123        | 50                           |
| 2015                                                                            | 578 977   | 681 149   | 85.0           | 53         | 38         | 15         | 10 924                  |                      | 18         | 124        | 50                           |
| 2018                                                                            | 598 145   | 703 700   | 85.0           | 48         | 32         | 16         | 12 461                  |                      | 18         | 123        | 50                           |
| 2020                                                                            | 585 359   | 688 657   | 85.0           | 52         | 36         | 16         | 11 256                  |                      | 17         | 129        | 50                           |
| 2022                                                                            | 601 269   | 707 388   | 85.0           | 54         | 40         | 14         | 11 134                  |                      | 15         | 112        | 50                           |
| Fuente: Catholic-Hierarchy, que a su vez toma los datos del Anuario Pontificio. |           |           |                |            |            |            |                         |                      |            |            |                              |

## Episcopologio

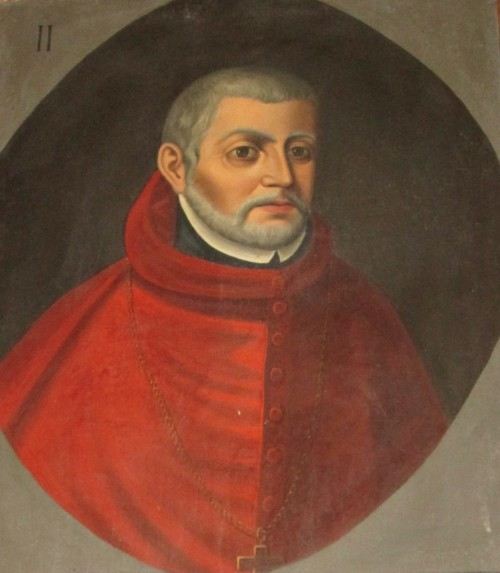
El segundo obispo Francisco Verdugo Cabrera.

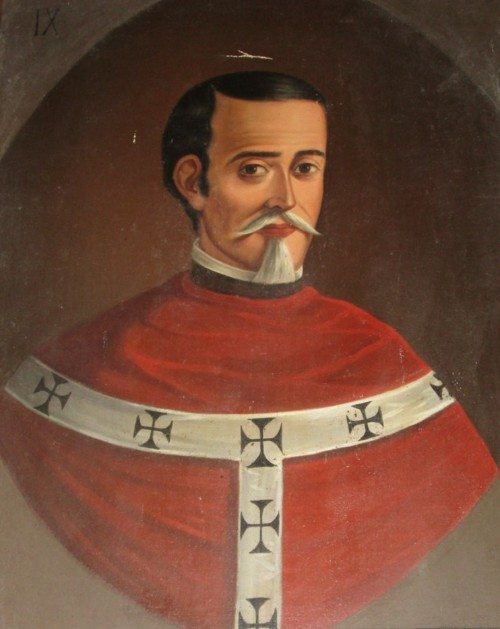
El obispo Cristóbal de Castilla y Zamora, fundador de la Universidad San Cristóbal de Huamanga.

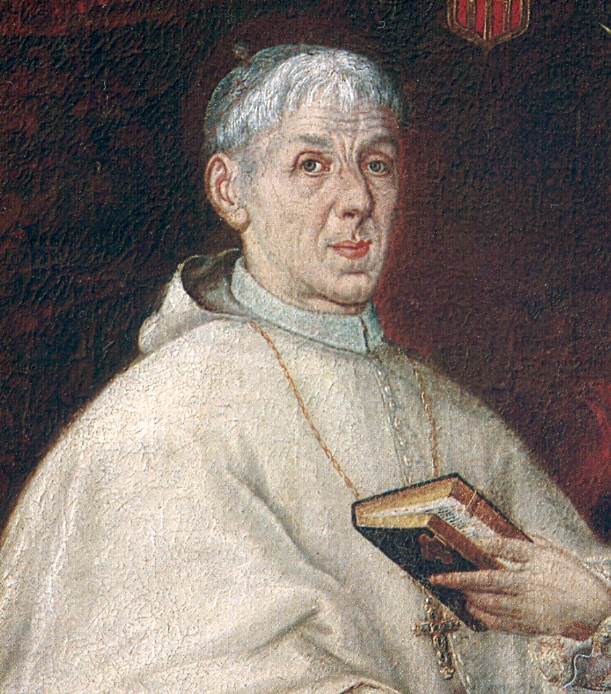
El obispo Francisco Gutiérrez Galeano.

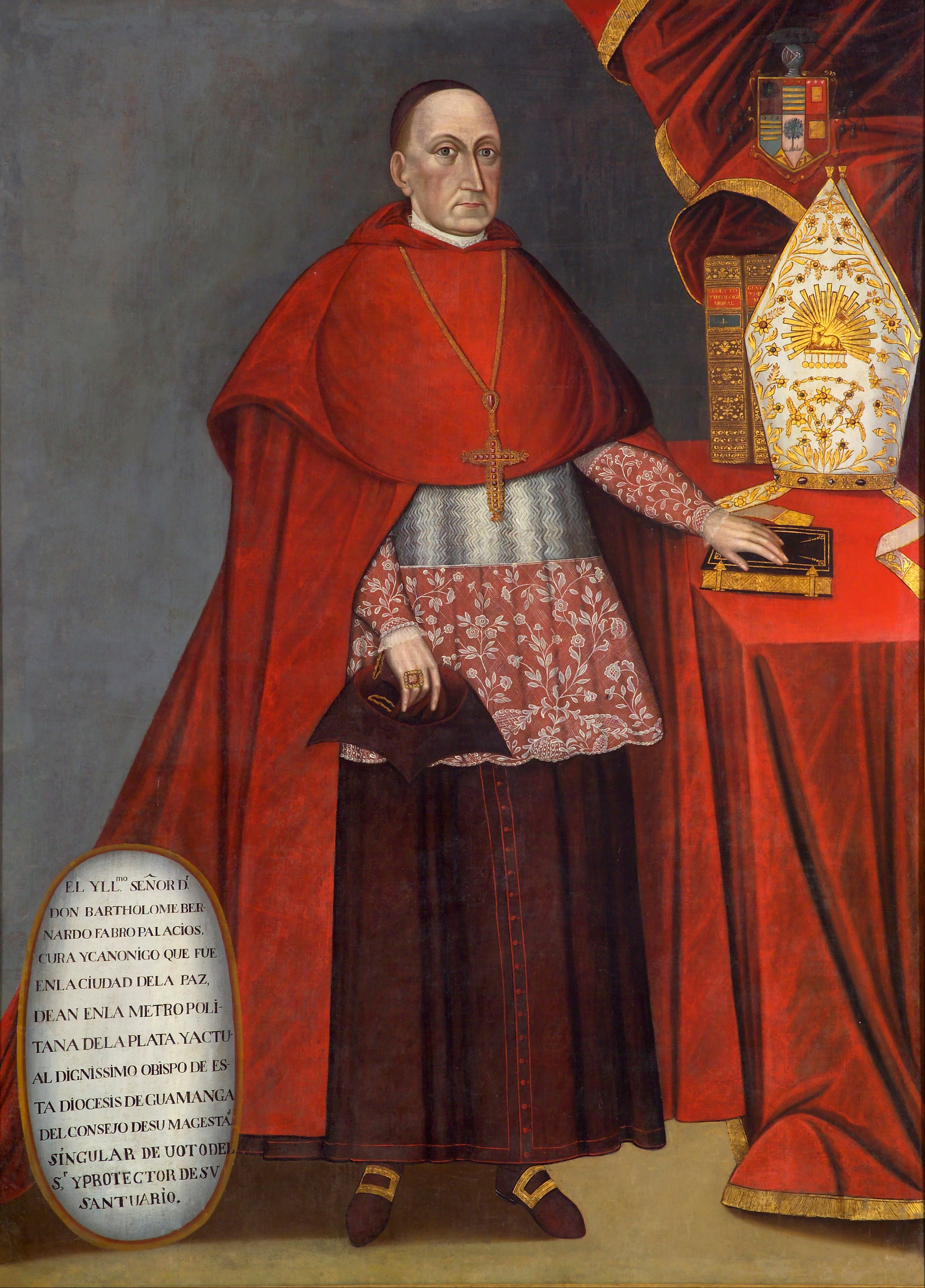
Bartolomé Fabra Palacios, rector de la Universidad de Chuquisaca y obispo de Huamanga.

### Obispos
- Agustín de Carvajal, O.S.A. † (7 de mayo de 1612-1621 falleció)
- Francisco Verdugo Cabrera † (14 de marzo de 1622-20 de julio de 1636 falleció)
- Gabriel de Zárate, O.P. † (14 de diciembre de 1637-1638 falleció)
- Antonio Corderina Vega, O.S.A. † (26 de mayo de 1642-1649 falleció)
- Andrés García de Zurita † (1649 por sucesión-4 de abril de 1650 nombrado obispo de Trujillo)
- Francisco de Godoy † (2 de mayo de 1650-1 de septiembre de 1659 nombrado obispo de Trujillo)
- Cipriano de Medina y Vega, O.P. † (16 de febrero de 1660-1664 falleció)
- Vasco de Contreras y Valverde † (7 de junio de 1666-2 de marzo de 1667 falleció)[9]
- Cristóbal de Castilla y Zamora † (11 de junio de 1668-8 de noviembre de 1677 nombrado obispo de La Plata)
  - Antonio de San Pedro, O.Cist. † (22 de noviembre de 1677-? falleció) (obispo electo)
- Sancho de Andrade de Figueroa † (12 de junio de 1679-15 de noviembre de 1688 nombrado obispo de Quito)
  - Francisco Luis de Bruna Rico † (6 de diciembre de 1688-1689 falleció) (obispo electo)
- Mateo Delgado † (12 de diciembre de 1689-julio de 1695 falleció)
- Diego Ladrón de Guevara † (11 de abril de 1699-15 de septiembre de 1704 nombrado obispo de Quito)[10]
  - Sede vacante (1704-1716)
- Francisco de Deza y Ulloa † (7 de diciembre de 1716-22 de abril de 1722 falleció)
- Alfonso Roldán, O.S.Bas. † (30 de agosto de 1723-22 de febrero de 1741 falleció)
- Miguel Bernardino de la Fuenta y Rojas † (7 de agosto de 1741-1742 falleció)
- Francisco Gutiérrez Galeano, O. de M. † (25 de enero de 1745-12 de octubre de 1748 falleció)
- Felipe Manrique de Lara † (23 de febrero de 1750-31 de enero de 1763 falleció)
- José Luis de Lila y Moreno, O.S.A. † (20 de agosto de 1764-enero de 1769 falleció)
- Miguel Moreno y Ollo † (12 de marzo de 1770-11 de septiembre de 1780 falleció)
- Francisco López Sánchez † (10 de diciembre de 1781-2 de marzo de 1790 falleció)
- Bartolomé Fabro Palacios † (11 de abril de 1791-10 de julio de 1795 falleció)
- Francisco Matienzo Bravo de Rivero † (27 de junio de 1796-1802 falleció)
- José Antonio Martínez de Aldunate † (26 de marzo de 1804-1810 nombrado arzobispo de Santiago de Chile)
- José Vicente Silva Avilés y Olave Salaverría † (15 de marzo de 1815-1816 falleció)
- Pedro Gutiérrez de Cos y Saavedra Seminario † (16 de marzo de 1818-13 de marzo de 1826 nombrado obispo de San Juan)
  - Sede vacante (1826-1841)
  - Juan Rodríguez Reymúndez † (17 de septiembre de 1838, pero el 25 de mayo de 1838 falleció) (obispo electo póstumo)
- Santiago José O'Phelan Recabarren † (12 de julio de 1841-22 de septiembre de 1857 falleció)
- José Francisco Ezequiel Moreyra † (27 de marzo de 1865-23 de marzo de 1874 falleció)
- Juan José de Polo Valenzuela † (17 de septiembre de 1875-noviembre de 1882 falleció)
  - Sede vacante (1882-1893)
- Julián Cáceres Neyra † (19 de enero de 1893-antes del 21 de febrero de 1900 renunció[nota 3])
- Fidel Olivas Escudero † (19 de abril de 1900-12 de abril de 1935 falleció)
- Francisco Solano Muente y Campos, O.F.M. † (30 de mayo de 1936-21 de julio de 1939 renunció[nota 4])
- Victorino Álvarez, S.D.B. † (15 de diciembre de 1940-2 de marzo de 1958 falleció)
- Otoniel Alcedo Culquicóndor, S.D.B. † (28 de agosto de 1958-30 de junio de 1966 elevado a arzobispo)

### Arzobispos
- Otoniel Alcedo Culquicóndor, S.D.B. † (30 de junio de 1966-20 de noviembre de 1979 renunció)
- Federico Richter Fernández-Prada, O.F.M. † (20 de noviembre de 1979 por sucesión-23 de mayo de 1991 renunció)
  - Sede vacante (1991-1995)
- Juan Luis Cipriani Thorne (13 de mayo de 1995[nota 5]-9 de enero de 1999 nombrado arzobispo de Lima)
  - Sede vacante (1999-2001)[nota 6]
- Luis Abilio Sebastiani Aguirre, S.M. † (13 de junio de 2001-6 de agosto de 2011 retirado)
- Salvador Piñeiro García-Calderón, desde el 6 de agosto de 2011